# Kay Redfield Jamison
Kay Redfield Jamison (22 juni 1946) is een Amerikaanse psychologe. Ze is een vooraanstaande deskundige op het gebied van de bipolaire stoornis, waar ze zelf aan lijdt.
Jamison is hoogleraar psychiatrie aan de medische faculteit van de Johns Hopkins University en heeft een ereprofessoraat Engels aan de University of St Andrews. Op haar vakgebied heeft ze diverse werken gepubliceerd.

## Levensloop en werk
Jamison haalde haar PhD in de psychologie aan de Universiteit van Californië - Los Angeles en trad daar in dienst. Ze is betiteld als een van de beste dokters van de Verenigde Staten en werd door Time magazine uitgeroepen tot Held van de geneeskunde.
Haar boek Manic-Depressive Illness (met medeauteur Frederick K. Goodwin) is het standaard leerboek over de bipolaire stoornis.
In een ander boek: Een onstuimig mens bespreekt ze onderzoek, waaruit blijkt dat 15 procent van de mensen bij wie de diagnose manisch-depressief gesteld kan worden, nooit een klinische depressie doormaakt. Deze mensen hebben in feite voortdurend een verhoogde stemming. Ze noemt president Theodore Roosevelt als voorbeeld. Zelf heeft ze geschreven over de ellende van ernstige depressies en over een poging tot zelfdoding die ze ondernam met een overdosis lithium.
In De verzengende muze laat ze zien hoe de bipolaire stoornis voorkomt in kunstzinnige en toonaangevende families. Als voorbeeld haalt ze Lord Byron en zijn voorouders aan.
De Nacht is nabij, is een toegankelijk boek over zelfdoding. Jamison beschrijft de historische, religieuze en culturele reacties op zelfdoding. Aanleiding tot het schrijven van dit boek was de zelfdoding van een vriend, een briljante man met trekken van een bipolaire stoornis. Met hem had ze de afspraak dat ze elkaar zouden bellen en dat ze zich samen een week in een vakantiehuisje zouden terugtrekken, wanneer een van de twee de aandrang tot zelfdoding voelde. Hij nam voorafgaande aan zijn zelfdoding echter toch geen contact met haar op.
Jamison zegt dat ze zelf Een uitbundig mens is, maar wel naar innerlijke vrede en rust verlangt. Als puntje bij paaltje komt, geeft ze echter de voorkeur aan een “tumultueus leven met ijzeren discipline” boven een "leven met verdovende verveling”.
Jamison ontving de William Styron Award (1995) van de National Association of Mental Health; de American Suicide Foundation Research Award (1996), de Community Mental Health Leadership Award (1999), en werd in 2001 lid van de MacArthur Fellowhip.